# Rebel Rebel
Singles de David Bowie
Sorrow
(1973) Rock 'n' Roll Suicide
(1974)
Pistes de Diamond Dogs
Sweet Thing (Reprise) Rock 'n' Roll with Me
Rebel Rebel est une chanson de David Bowie, parue en 1974 sur l'album Diamond Dogs.
Elle est également sortie en single, avec Queen Bitch en face B, sauf en Amérique du Nord, où la face B était Lady Grinning Soul, un morceau inspiré par la choriste soul Claudia Lennear. Le single américain original présentait une autre version de la chanson, où Bowie tient tous les instruments avec Geoff MacCormack aux congas. Cette version fut rapidement retirée du marché et remplacée par la version standard de la chanson. Cette version alternative se retrouve en titre bonus sur l'édition du 30e anniversaire de Diamond Dogs (2004).
Bowie a ré-enregistré la chanson en 2003 ; cette nouvelle version apparaît dans une édition limitée de l'album Reality, sorti la même année, ainsi que sur l'édition du 30e anniversaire de Diamond Dogs. Un mashup avec Never Get Old a été produit la même année, et est sorti en single sous le titre Rebel Never Gets Old.
Des versions live de Rebel Rebel apparaissent sur les albums David Live (1974) et A Reality Tour (2010), ainsi que sur la vidéo Glass Spider (1988).

## Fiche technique

### Chansons
Toutes les chansons sont écrites et composées par David Bowie.
| 1. | Rebel Rebel | 4:20 |
| 2. | Queen Bitch | 3:13 |

| 1. | Rebel Rebel        | 2:58 |
| 2. | Lady Grinning Soul | 3:46 |

### Interprètes et équipe de production
- David Bowie : chant, guitare, production
- Alan Parker : guitare
- Herbie Flowers : basse
- Aynsley Dunbar : batterie
- Mike Garson : piano[2]

## Certifications
| Pays              | Certification | Unités certifiées |
| ----------------- | ------------- | ----------------- |
| Italie (FIMI)     | Or            | 25 000            |
| Royaume-Uni (BPI) | Platine       | 600 000           |